# 新港街道 (长沙市)
新港街道是中华人民共和国湖南省长沙市开福区境内的一个街道办事处。2013年成立。

## 沿革
新港街道原属于新港镇的一部分，2013年新港镇撤销后，南部为秀峰街道，北部为新港街道，原新港镇人民政府大楼成为新的秀峰街道办事处驻地，新港街道办事处在原金盆丘社区居民委员会办公室办公。